# MG손해보험
MG손해보험은 서울특별시 강남구 테헤란로 335 (역삼동)에 본사를 둔 대한민국의 보험회사로 새마을금고중앙회가 실질적 주인으로 인식되고 있다. 1947년 설립된 국제손해보험(주)을 모태로 한다. 1965년 국제화재해상보험(주), 2008년 그린손해보험(주)의 사명을 거쳤다. 2013년 5월 그린손해보험(주)을 새마을금고중앙회가
자베즈 제2호 사모펀드를 통한 투자 이후 “MG” 상표권 계약을 체결하여 MG손해보험(주)로 사명을 변경하여 운영되고 있으며, 현재 경영악화로 예금보험공사에서 관리 중에 있다.

## 역사
- 1947년: 대한화재 창업주 하원준이 국제손해재보험으로 설립.
- 1965년: 국제화재해상보험으로 사명을 변경.
- 1975년: 증권거래소에 상장
- 1997년: CI변경
- 2002년: 근화제약에 인수되어 그린화재해상보험으로 사명을 변경.
- 2008년: 그린손해보험으로 사명을 변경.
- 2013년 5월: 자산 및 계약을 자산부채이전(P&A) 방식으로 이전하고 사명을 MG손해보험으로 변경.

## 논란
최근 새마을금고중앙회 회장이 교체되면서 재매각 및 증자등을 다각도로 검토중에 있지만 RBC비율이 100%이하로 내려가면서 인수자를 찾지 못하고 있고 증자 또한 부결되면서 MG손해보험에 대한 해법을 찾지 못하고 있다.
2022년 4월 13일, 금융위가 ‘금융산업의 구조개선에 관한 법률’에 따라 MG손보를 부실금융기관으로 지정했다. 그로 인해 금융위원회 및 예금보험공사의 주관 하에 MG손해보험을 매각추진하고 있다.
2024년 12월, 메리츠화재가 자산부채이전(P&A) 방식으로 인수하겠다고 나섰으나 노조는 기존과 달리 고용승계가 보장되지 않는 방식이라며 실사 협조를 거부하고 있어 인수에 난항이 예상되며, 금융당국은 매각 불발시 청산까지도 검토하겠다는 입장이다. 2025년 3월 13일, 메리츠화재가 최종적으로 MG손해보험 인수를 포기했다.